# Illicium oligandrum
Illicium oligandrum là một loài thực vật có hoa trong họ Schisandraceae. Loài này được Merr. & Chun miêu tả khoa học đầu tiên năm 1940.